# Suurküla (Padise)
 Suurküla – wieś w Estonii, w prowincji Harju, w gminie Padise.